# Ebenavia
Ebenavia es un género de geckos de la familia Gekkonidae Se encuentra en las islas del Océano Índico frente a las costas de África. Son reptiles nocturnos y arbóreos.

## Especies
Se reconocen las siguientes dos especies:
- Ebenavia inunguis Boettger, 1878
- Ebenavia maintimainty Nussbaum & Raxworthy, 1998